# Steel-Electric-Klasse
Die Steel-Electric-Klasse war eine Klasse von Doppelendfähren der US-amerikanischen Reederei Washington State Ferries.

## Geschichte
Die Steel-Electric-Klasse bestand aus sechs Schiffen, von denen auf Werften in Kalifornien jeweils drei Einheiten für Southern Pacific Railroad und Northwestern Pacific Railroad, einer Tochtergesellschaft von Southern Pacific Railroad, gebaut wurden. Als Bauwerften fungierten die Werften Bethlehem Steel in San Francisco, die drei Einheiten baute, Moore Dry Dock in Oakland, die zwei Einheiten baute, und General Engineering & Dry Dock in Alameda, die eine Einheit baute. Alle Schiffe wurden 1927 abgeliefert und auf Fährverbindungen über die Bucht von San Francisco eingesetzt. Southern Pacific Railroad und Northwestern Pacific Railroad gingen 1929 in der Southern Pacific-Golden Gate Ferries auf, die die Fähren weiter auf den Fährverbindungen über die Bucht von San Francisco nutzte.
Ende der 1930er-Jahre wurden die Fährverbindungen infolge des Baus der Oakland Bay Bridge und der Golden Gate Bridge eingestellt. Die Fähren wurden 1940 an die Puget Sound Navigation Company verkauft und ab 1941 unter neuen Namen auf Fährverbindungen über den Puget Sound im US-Bundesstaat Washington und der Straße von Georgia in der kanadischen Provinz British Columbia eingesetzt.
Ende der 1940er-Jahre geriet die Puget Sound Navigation Company in finanzielle Schwierigkeiten. In der Folge kaufte der Bundesstaat Washington große Teile des Unternehmens, darunter auch die Schiffe der Steel-Electric-Klasse. Das vom Bundesstaat gegründete Unternehmen Washington State Ferries nahm am 1. Juni 1951 den Betrieb auf.
Nachdem die Schiffe über sechzig Jahre auf verschiedenen Fährverbindungen über den Puget Sound und die Straße von Georgia genutzt worden waren, wurden 2007 Risse in den Rümpfen und Leckagen an den Stevenrohren bei mehreren der vier noch in Fahrt befindlichen Schiffen entdeckt. Die verbliebenen Schiffe der Steel-Electric-Klasse wurden daraufhin wegen erheblicher Sicherheitsbedenken aus der Fahrt genommen. Im November 2007 wurden alle Schiffe der Klasse außer Dienst gestellt und im Dezember entschieden, sie nicht zu reparieren, sondern zu verschrotten. Die Schiffe wurden im September 2008 an das in Seattle ansässige Unternehmen Environmental Recycling Systems zur Verschrottung verkauft. Environmental Recycling Systems ließ die Schiffe in Mexiko verschrotten.
Als Ersatz für die Fähren der Steel-Electric-Klasse wurden von 2009 bis 2011 drei Doppelendfähren der Kwa-di-Tabil-Klasse gebaut.
Die Klassenbezeichnung „Steel Electric“ ging zurück auf den Stahlrumpf und den dieselelektrischen Antrieb der Schiffe.

## Beschreibung
Die Schiffe wurden als Doppelendfähren mit dieselelektrischem Antrieb gebaut. Jeweils ein Elektromotor trieb einen Propeller an den beiden Enden der Fähren an. Für die Stromerzeugung standen vier von Dieselmotoren angetriebene Generatoren zur Verfügung, von denen im Normalbetrieb drei genutzt wurden.
Die Fähren verfügten über ein durchlaufendes Fahrzeugdeck, das von beiden Enden über Rampen zugänglich war. Das Fahrzeugdeck war vollständig geschlossen und mit den Decksaufbauten überbaut. Die Zufahrten an beiden Enden wurden mit seitlich beweglichen Toren verschlossen. In den Decksaufbauten befanden sich die Einrichtungen für die Passagiere, darunter Aufenthaltsräume und ein Restaurant, sowie für die Schiffsbesatzung. An beiden Enden war jeweils ein Steuerhaus auf die Decksaufbauten aufgesetzt.
Nach dem Verkauf an die Puget Sound Navigation Company wurden zwei der Fähren, die in Willapa umbenannte Fresno und die in Enetai umbenannte Santa Rosa, auf der Werft Winslow Marine Railway & Shipbuilding in Winslow umgebaut. Dabei wurde unter anderem der Antrieb von dieselelektrischem Antrieb auf dieselmechanischem Antrieb mit einem Busch-Sulzer-Dieselmotor umgebaut.
Ab Ende der 1950er-Jahre wurden die Fähren der Klasse modernisiert. Dabei wurden unter anderem die Aufenthaltsräume für die Passagiere modernisiert und die Holzbeplankung des Fahrzeugdecks mit Stahlblechen ersetzt. Ende der 1970er-Jahre bis in die 1980er-Jahre wurden die Fähren erneut modernisiert und teilweise umgebaut.
Die Kapazität der Fähren betrug zuletzt 616 Passagiere. Auf dem Fahrzeugdeck konnten rund 75 Pkw befördert werden. Die Kapazität der beiden 1941 umgebauten Fähren Willapa und Enetai betrug 1500 Passagiere bzw. 90 Pkw.
Die Fähren wurden von Washington State Ferries unter US-amerikanischer Flagge mit Heimathafen Seattle betrieben.

## Schiffe

### Willapa
Die Fähre wurde unter der Baunummer 5331 als Fresno auf der Werft Bethlehem Steel in San Francisco als erstes Schiff der Klasse für Southern Pacific Railroad gebaut. Sie wurde im April 1927 abgeliefert. Nach dem Verkauf an die Puget Sound Navigation Company wurde die Fähre in Willapa nach dem erloschenen Indianerstamm, der im Südwesten Washingtons lebte, umbenannt. Puget Sound Navigation Company ließ die Fähre umbauen und die Zufahrt zum Fahrzeugdeck an einem Ende verschließen. Der Propeller des nun nicht mehr als Doppelendfähre nutzbaren Schiffs wurde an diesem Ende entfernt. Beim Umbau wurde der dieselelektrische Antrieb durch einen dieselmechanischen Direktantrieb ersetzt, wodurch die Geschwindigkeit der Fähre von etwa 12 kn auf rund 15 kn erhöht wurde. Außerdem wurden die Decksaufbauten umgebaut, um die Passagierkapazität zu erhöhen.
Die Fähre wurde 1967 nach der Indienststellung der Hyak außer Dienst gestellt und nach San Francisco verkauft. Das wieder in Fresno umbenannte Schiff lag lange Zeit ungenutzt an seinem Liegeplatz, wo es in den 1990er-Jahren teilweise sank. Ende 2009 wurde mit der Verschrottung des Schiffes begonnen und die Decksaufbauten entfernt. 2019 wurde schließlich auch der Rumpf der Fähre verschrottet.
Dem Schiff war die IMO-Nummer 7619795 zugewiesen.

### Klickitat
Unter der Baunummer 5332 folgte die auf der Werft Bethlehem Steel in San Francisco für Southern Pacific Railroad als Stockton gebaute spätere Klickitat. Die für Southern Pacific Railroad gebaute Fähre wurde im Mai 1927 abgeliefert. 1941 wurde die Fähre in Klickitat umbenannt. Der Name bedeutet so viel wie „hinter“, ist aber auch eine Bezeichnung der amerikanischen Ureinwohner für den Mount Adams.
Im Frühjahr 2007 wurden Risse im Rumpf der Fähre entdeckt. Nach einer Reparatur wurde die Fähre vorübergehend wieder in Fahrt gesetzt, aber infolge von Schäden am Stevenrohr der Illahee im November 2007 wieder aus der Fahrt genommen und anschließend außer Dienst gestellt.
Die IMO-Nummer des Schiffes lautete 8836106.

### Illahee
Die Fähre wurde als Lake Tahoe unter der Baunummer 172 auf der Werft Moore Dry Dock in Oakland für Southern Pacific Railroad gebaut. Sie wurde im Mai 1927 abgeliefert. Nach dem Verkauf an Puget Sound Navigation Company wurde Illahee, ein Begriff aus der Sprache der Chinook, das „Land“ bedeutet, der neue Name der Fähre.
2007 wurden Schäden am Stevenrohr des Schiffes festgestellt, durch die Wasser in den Rumpf eindrang. Der Schaden wurde behoben und das Schiff im Herbst zunächst wieder in Fahrt gesetzt. Im November wurde die Fähre wieder aus der Fahrt genommen und anschließend außer Dienst gestellt.
Das Schiff trug die IMO-Nummer 8836091.

### Enetai
Die spätere Enetai wurde unter der Baunummer 6 als Santa Rosa auf der Werft General Engineering & Dry Dock in Alameda für Northwestern Pacific Railroad gebaut und im Juni 1927 abgeliefert. 1941 wurde sie in Enetai, was so viel wie „auf der anderen Seite“ bedeutet, umbenannt. Wie die Willipa wurde die Fähre umgebaut und die Zufahrt zum Fahrzeugdeck an einem Ende verschlossen. Ebenso wurde auch bei dieser Fähre der Propeller an einem Ende entfernt und der Antrieb auf dieselmechanischen Direktantrieb umgebaut sowie die Decksaufbauten zur Erhöhung der Passagierkapazität umgebaut.

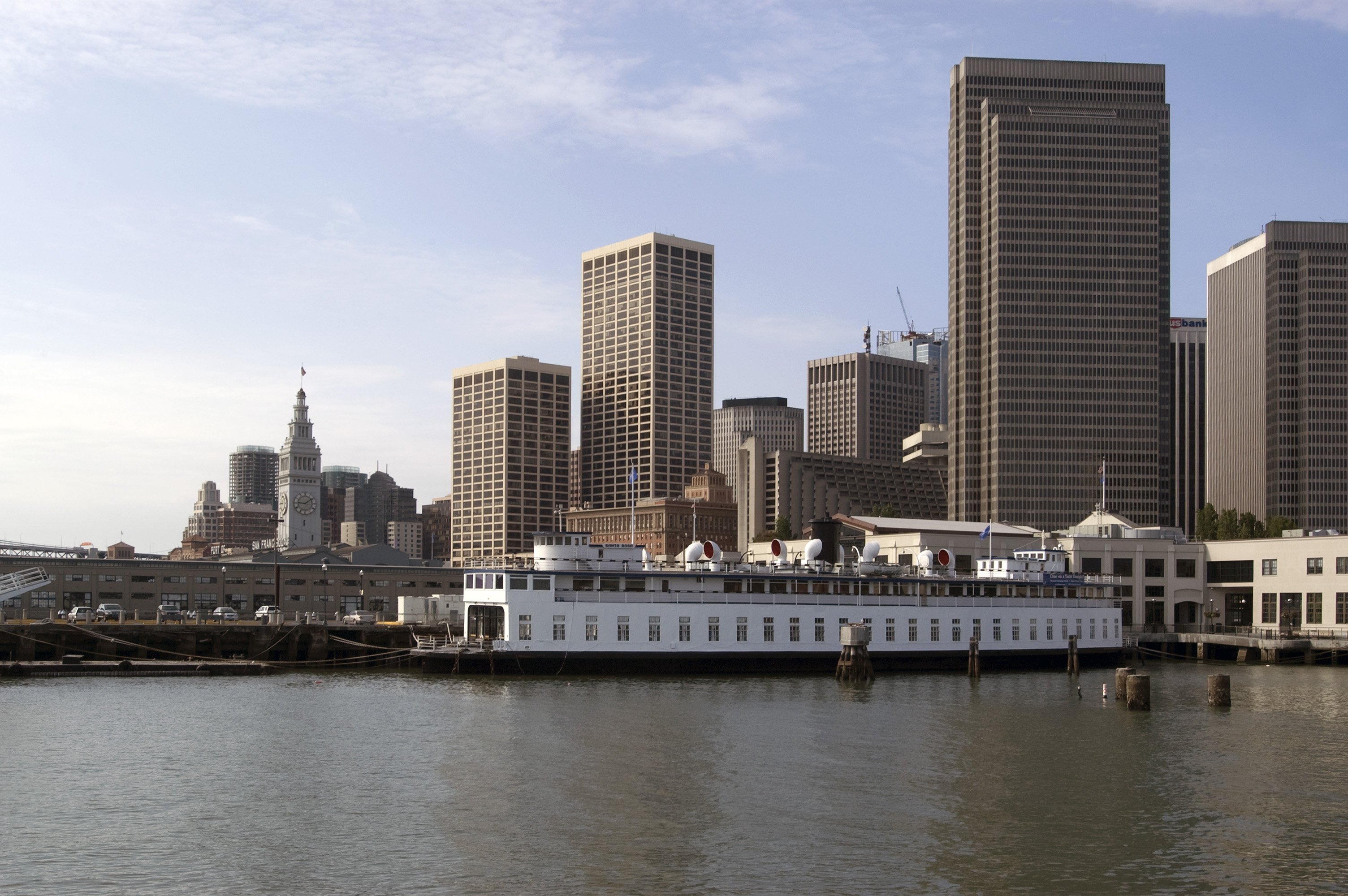
Die Santa Rosa am Liegeplatz in San Francisco

Die Fähre wurde 1968 durch die Yakima ersetzt und außer Dienst gestellt. Wie die als Fresno gebaute Fähre wurde auch die Enetai nach San Francisco verkauft und bekam wieder ihren ursprünglichen Namen Santa Rosa. Die Fähre lag rund zwanzig Jahr auf, bevor sie 1989 an das Unternehmen Hornblower Yachts in San Francisco verkauft wurde. Hornblower Yachts ließ das Schiff zu ihrem Unternehmenssitz umbauen und dabei äußerlich wieder an sein ursprüngliches Erscheinungsbild anpassen. Außerdem wurden auf dem früheren Autodeck Veranstaltungsräume mit einem Speisesaal, einer Bar und einer Tanzfläche eingerichtet. Das Schiff liegt an Pier 3 in San Francisco. Das Schiff ist als Kulturdenkmal im US-amerikanischen National Register of Historic Places eingetragen.

### Nisqually
Die Nisqually wurde als Mendocino unter der Baunummer 5333 auf der Werft Bethlehem Steel in San Francisco für Northwestern Pacific Railroad gebaut. Sie war die dritte auf der Werft gebaute Einheit der Klasse. Die Fähre wurde im Juni 1927 abgeliefert. Von Puget Sound Navigation Company wurde die Fähre 1941 in Nisqually nach dem Indianerstamm umbenannt.
Die Fähre wurde 1999 aus der Fahrt genommen und zunächst noch als Reserveschiff vorgehalten. 2003 wurde sie außer Dienst gestellt. 2007 wurde die Fähre vorübergehend reaktiviert, aber infolge von an den Schwesterschiffen entdeckten Schäden im September des Jahres wieder aus der Fahrt genommen und anschließend außer Dienst gestellt.
Die IMO-Nummer des Schiffes lautete 8836168.

### Quinault
Die spätere Quinault wurde unter der Baunummer 173 als Redwood Empire auf der Werft Moore Dry Dock in Oakland für Northwestern Pacific Railroad gebaut und im Juli 1927 abgeliefert. Sie wurde 1941 nach dem Indianerstamm in Quinault umbenannt.
Anfang Juli 2007 wurde die Quinault infolge von an den Fähren Klickitat und Illahee festgestellten Schäden aus der Fahrt genommen. Anfängliche Reparaturen am Schiff wurden nicht beendet und das Schiff nicht wieder in Fahrt gebracht.
Dem Schiff war die IMO-Nummer 8836156 zugewiesen.